# Teatr Miejski w Mińsku
Teatr Miejski w Mińsku — pierwszy budynek teatralny w Mińsku, zabytek architektury zniszczony przez władze sowieckie w 1984 r.
Teatr znajdował się przy ul. Wołockiej, na lewo od ówczesnego hotelu Europa. Obecnie w jego miejscu stoi odbudowany hotel.

## Historia
W XVII wieku w miejscu przyszłego teatru znajdował się miński pałac Radziwiłłów, który pod koniec XVIII wieku przekazany został burmistrzowi Mińska, Janowi Bojkowowi. W 1825 budynek przebudowano na miejski teatr. Jego scena z widownią znajdowała się na piętrze. 30 maja 1835 teatr spłonął, po czym został odbudowany. W jego pomieszczeniach, poza spektaklami, odbywały się bale i maskarady, organizowane były też amatorskie koncerty. W 1852 r. odbyła się tutaj premiera opery Stanisława Moniuszki „Sielanka” do słów Wincentego Dunina-Marcinkiewicza.
Budynek w czasie II wojny światowej nie został uszkodzony, jednak w 1984, mimo protestów społecznych, władze sowieckie zdecydowały o jego rozebraniu. W latach 2004–2007 na jego miejscu wzniesiono nowy budynek, nawiązujący architektonicznie do istniejącego przed wojną hotelu Europa, który znajdował się na prawo od teatru.